# 경상북도체육회
경상북도체육회(慶尙北道體育會, Gyeongsangbuk-do Sports Council)은 경상북도의 학교체육 및 생활 체육의 진흥, 시민 건강과 체력 증진, 여가 선용 및 복지 향상 등을 위하여 대한체육회 산하에 설치된 기관이다.
체육회장은 총회에서 경상북도지사를 추대하거나, 회장선출기구에서 선출한다.

## 연혁
- 1935년 6월 17일: 영남체육회 설립
- 1949년 1월 1일: 경상북도체육회로 변경
- 1981년 7월 1일: 대구직할시체육회 분리
- 2016년 3월 14일: 경상북도생활체육회 흡수

## 조직
회장
- 사무처
  - 경영기획부
  - 전문체육부
  - 생활체육부
  - 체육인재지원부

### 지부
- 경산시체육회
- 경주시체육회
- 구미시체육회
- 김천시체육회
- 문경시체육회
- 상주시체육회
- 안동시체육회
- 영주시체육회
- 영천시체육회
- 포항시체육회
- 고령군체육회
- 봉화군체육회
- 성주군체육회
- 영덕군체육회
- 영양군체육회
- 예천군체육회
- 울릉군체육회
- 울진군체육회
- 의성군체육회
- 청도군체육회
- 청송군체육회
- 칠곡군체육회